# La casa del fin de los tiempos
La casa del fin de los tiempos es una película venezolana de suspenso con rasgos de terror, ópera prima de Alejandro Hidalgo. Protagonizada por Ruddy Rodríguez, Gonzalo Cubero, Rosmel Bustamante Alejandro Mercado y Guillermo García Alvarado. Filme aclamado por su Giro de Tuerca.

## Trama
Dulce, una madre de familia, habita en una casa antigua junto a sus pequeños hijos Leopoldo, Rodrigo y su esposo Juan José. En aquel lugar Dulce experimenta aterradores encuentros con apariciones en la oscuridad. Misteriosos fantasmas que le advierten de una profecía que está por desatarse. Dulce, desesperada, intenta todo lo posible para cambiar el destino, pero una tragedia está por ocurrir. Dulce es condenada a la pena máxima de prisión por un crimen que ella no ha cometido. Treinta años después, envejecida, la mujer regresa a la casa para continuar su condena en un arresto domiciliario. Allí, junto a la ayuda de un sacerdote, luchará por descifrar el misterio y la tragedia que tanto la han atormentado hasta descubrir el fenómeno que lo cambiará todo.

## Reparto
Protagonistas:
- Ruddy Rodríguez como Dulce.
- Gonzalo Cubero como Juan José.
- Rosmel Bustamante como Leopoldo.
- Guillermo García Alvarado como el Sacerdote.
- Alejandro Mercado como Rodrigo.

Secundarios:
- Adriana Calzadilla como Vidente Adriana.
- Yucemar Morales como Saraí.
- José Luis León como Leopoldo Anciano.
- Alexander Da Silva como Policía.
- Amanda Key como Saraí Adulta.
- Guillermo Lodoño como Policía.

## Producción
La casa del fin de los tiempos se filmó en la ciudad de Caracas. El director Alejandro Hidalgo se acercó al Productor Carlos Daniel Malavé para llevar a cabo la producción del film, luego de varios meses de trabajo con el guion, el desarrollo del proyecto y de obtener el financiamiento del Centro Nacional Autónomo De Cinematografía de Venezuela, Malavé se retira del proyecto para dar paso a sus colegas, José Ernesto Martínez y César Rivas, el director de fotografía fue Cezary Jaworski y Alex Mathews realizó el maquillaje de efectos especiales. La casa del fin de los tiempos está ubicada en Caracas, Urb El Paraíso, Av Páez, justo al frente del Parque Naciones Unidas. Las escenas del padre dentro de su Iglesia, se rodaron dentro del Colegio Teresiano El Paraíso, ubicado en la subida los Laureles, Urb El Paraíso.

## Recepción
La película fue estrenada el 21 de junio de 2013 con más de 623.700 mil espectadores, con una recaudación que supera los USD 4.500.000,00. El filme se posicionó no sólo como la película de género más taquillera de todos los tiempos estrenada en Venezuela (superando a títulos internacionales), sino como la película venezolana más vista en el mundo, tras su distribución en más de 33 países. El filme además ha participado y ha sido galardonado en algunos de los festivales de cine fantástico más reconocidos.

## Remake
Para agosto de 2016 se anuncia que el estudio estadounidense New Line Cinema adquirió los derechos de la cinta venezolana para realizar un remake para el público norteamericano. De acuerdo con un reporte de la página especializada en cine Variety, la producción cinematográfica será dirigida por el venezolano Alejandro Hidalgo.